# Distribució exponencial
En probabilitat i estadística, una  distribució exponencial de paràmetre λ>0  és una distribució de probabilitat contínua amb funció de densitat:
{\displaystyle f(x)=\left\{{\begin{matrix}\lambda e^{-\lambda x},&{\mbox{per a }}x\geq 0,\\0,&{\mbox{altrament.}}\end{matrix}}\right.}
La seva funció de distribució és:
{\displaystyle F(x)=P(X\leq x)=\left\{{\begin{matrix}0,&{\mbox{per a }}x<0,\\1-e^{-\lambda x},&{\mbox{per a }}x\geq 0.\end{matrix}}\right.}
on {\displaystyle e} representa el nombre e.
Quan una variable aleatòria té aquesta distribució es diu que és una variable exponencial de paràmetre λ.
L'esperança i la variància d'una variable aleatòria X exponencial de paràmetre λ>0 són:
- {\displaystyle E[X]={\frac {1}{\lambda }}.}
- {\displaystyle V(X)={\frac {1}{\lambda ^{2}}}.}

## Falta de memòria o no envelliment
Una propietat molt important de la distribució exponencial és que no té memòria: Si {\displaystyle X} és una variable aleatòria exponencial de paràmetre λ>0, aleshores, per qualsevol {\displaystyle s,\,t\geq 0}, tenim
{\displaystyle P(X>s+t\,|X>s)=P(X>t).}
És a dir, si {\displaystyle X} representa el temps (mesurat en segons) que un sistema funciona fins que s'espatlla, si el sistema després de {\displaystyle s} segons està en funcionament, aleshores la probabilitat que funcioni després de {\displaystyle t} segons més (probabilitat a l'esquerra de la fórmula anterior), és la mateixa que si el sistema comencés a funcionar de nou (probabilitat de la dreta).
Per demostrar aquesta propietat primer es calcula {\displaystyle P(X>a)} per un nombre qualsevol {\displaystyle a\geq 0}: D'acord amb les propietats de les variables aleatòries amb funció de densitat,
{\displaystyle P(X>a)=\int _{a}^{\infty }\lambda e^{-\lambda x}\,dx=e^{-\lambda a}.}
Aleshores, per la definició de probabilitat condicionada,{\displaystyle P(X>s+t\,|X>s)={\dfrac {P(X>s+t,X>s)}{P(X>s)}}={\dfrac {P(X>s+t)}{(P(X>s)}}={\dfrac {e^{-\lambda (s+t)}}{e^{-\lambda s}}}=e^{-\lambda t}=P(X>t).}
Aquesta propietat caracteritza les variables aleatòries contínues sense memòria, és a dir, si una variable aleatòria contínua no té memòria, aleshores necessàriament té una distribució exponencial.

## Exemple
La propietat anterior fa que la distribució exponencial sigui un bon model per al temps de vida (o durada) d'un sistema que no envelleix. Per exemple si una nau espacial fa tres anys que està a l'espai, la probabilitat que xoqui amb un meteorit el proper any és exactament la mateixa que si la nau sortís en aquest moment de la terra. El motiu d'això és que el xoc amb un meteorit és tan purament accidental, que no importa el temps que es porti viatjant, només que encara està viatjant. Realment a la natura no hi ha fenòmens sense envelliment, però durant un cert període, molts sistemes (per exemple electrònics) gaudeixen d'aquesta propietat.

## Relació amb una variable uniforme
Una variable aleatòria amb distribució exponencial {\displaystyle X} de paràmetre λ>0 està relacionada amb una variable amb distribució uniforme {\displaystyle U\sim U(0,1)} per la fórmula.
{\displaystyle X=-{\frac {\ln U}{\lambda }}.}

## Relació amb les variables aleatòries gamma
Una variable aleatòria exponencial de paràmetre λ>0  és una variable aleatòria amb distribució gamma {\displaystyle G(1,1/\lambda )}.
La suma de {\displaystyle k} variables aleatòries independents de distribució exponencial amb paràmetre {\displaystyle \lambda } és una variable aleatòria de distribució gamma {\displaystyle G(k,1/\lambda )}.